# Kapf (Oberstdorf)
Kapf (mundartlich: Khapf) ist ein Gemeindeteil der Marktgemeinde Oberstdorf im bayerisch-schwäbischen Landkreis Oberallgäu.

## Geographie
Die Einöde liegt circa 2,5 Kilometer nordwestlich des Hauptorts Oberstdorf am Ochsenberg. Nördlich von Kapf befindet sich das Geotop Judenkirche und auch die Gemeindegrenze zu Obermaiselstein.

## Ortsname
Der Ortsname stammt vom frühneuhochdeutschen Wort Kapf für Ausguck und bedeutet (Siedlung am/mit) Ausguck.

## Geschichte
Kapf entstand vermutlich im Jahr 1775 mit der Vereinödung Tiefenbachs. Erstmals als Siedlung erwähnt wurde Kapf im Jahr 1875 im Ortsverzeichnis mit fünf Einwohnern. Im Jahr 1950 wurde ein Wohnhaus in Kapf gezählt.